# Blackfjällsjön
Blackfjällsjön är en sjö i Örnsköldsviks kommun i Ångermanland och ingår i Gideälvens huvudavrinningsområde. Sjön är 4 meter djup, har en yta på 0,37 kvadratkilometer och är belägen 437,9 meter över havet. Sjön avvattnas av vattendraget Blackfjällsjöbäcken.

## Delavrinningsområde
Blackfjällsjön ingår i det delavrinningsområde (708675-160784) som SMHI kallar för Utloppet av Blackfjällsjön. Medelhöjden är 450 meter över havet och ytan är 2,99 kvadratkilometer. Det finns inga avrinningsområden uppströms utan avrinningsområdet är högsta punkten. Blackfjällsjöbäcken som avvattnar avrinningsområdet har biflödesordning 4, vilket innebär att vattnet flödar genom totalt 4 vattendrag innan det når havet efter 112 kilometer. Avrinningsområdet består mestadels av skog (47 procent) och sankmarker (38 procent). Avrinningsområdet har 0,37 kvadratkilometer vattenytor vilket ger det en sjöprocent på 12,4 procent.